# Lupin III - L'amore da capo: Fujiko's Unlucky Days
Lupin III - L'amore da capo: Fujiko's Unlucky Days (ルパン三世 愛のダ・カーポ ～FUJIKO's Unlucky Days～?, Rupan Sansei - Ai no da capo - Fujiko's Unlucky Days) è l'undicesimo special televisivo giapponese con protagonista Lupin III, il celebre ladro creato da Monkey Punch, trasmesso per la prima volta in Giappone su Nippon Television il 30 luglio 1999.
È stato trasmesso in Italia l'8 marzo 2003 su Italia 1, dalle 21:00 alle 22:40 col titolo Lupin e l'uovo di Colombo.

## Trama
Per non farsi rubare il documento di Colombo, che dice esattamente dove si trova l'uovo di Colombo, Fujiko lo memorizza e poi lo distrugge. Toccherà a Lupin cercare l'uovo quando la bella Fujiko verrà colpita da amnesia temporanea.

## Doppiaggio
| Personaggio               | Doppiatore originale | Doppiatore italiano |
| ------------------------- | -------------------- | ------------------- |
| Lupin III                 | Kan'ichi Kurita      | Roberto Del Giudice |
| Fujiko Mine               | Eiko Masuyama        | Alessandra Korompay |
| Daisuke Jigen             | Kiyoshi Kobayashi    | Sandro Pellegrini   |
| Goemon Ishikawa XIII      | Makio Inoue          | Antonio Palumbo     |
| Ispettore Koichi Zenigata | Gorō Naya            | Rodolfo Bianchi     |
| Rosaria                   | Keiko Toda           | Chiara Colizzi      |
| Nazaroff                  | Shigeru Chiba        | Luca Dal Fabbro     |
| Barton                    | Taiten Kusunoki      | Michele Kalamera    |

- Doppiaggio italiano:
  - Edizione televisiva
    - A cura di: Ludovica Bonanome
    - Casa di doppiaggio: Edit S.r.l.
    - Dialoghi italiani: Marina D'Aversa
    - Direttore del doppiaggio: Roberto Del Giudice
    - Assistente al doppiaggio: Daniela Inserra
    - Nota: Alcune scene non sono state doppiate perché censurate. Quei pezzi mancanti sono stati doppiati per l'uscita home video.

  - Spezzoni mancanti
    - Edizione italiana: Shin Vision
    - Casa di doppiaggio: SEFIT-CDC
    - Dialoghi italiani: Giorgio Bassanelli Bisbal
    - Direzione del doppiaggio: Serena Verdirosi
    - Assistente al doppiaggio: Corrado Russo

## Edizioni home video

### DVD
Shin Vision ha edito lo special in DVD. È stato poi ristampato da Yamato Video.

### Blu-ray Disc
In Giappone il film è stato rimasterizzato in alta definizione e venduto in formato Blu-ray Disc all'interno della raccolta LUPIN THE BOX - TV Special BD Collection (LUPIN THE BOX ~ TV スペシャルBDコレクション~?).

## Colonna sonora
La colonna sonora dello special è stata composta da Yūji Ōno.
- Lupin The Third Da Capo of Love Original Soundtrack (VAP 22/09/00 VPCG-84679)
  1. Lovely Night
  2. Remember
  3. Rupan Sansei no Theme '89 (THEME FROM LUPIN III '89)
  4. "I Love You" is hard to say...
  5. Lupin's Love Theme
  6. Columbus Fire
  7. Burton's Lab
  8. Fujiko's Lost Memory
  9. Angel Dance
  10. Nazaroff
  11. Isn't It Lupintic?
  12. Burton and Rosaria
  13. Peek-A-Boo
  14. Lupin's Treasure
  15. Columbus' Egg
  16. Memory of Father
  17. Orgone Energy
  18. Zenigata March
  19. Promise
  20. It won't if you don't cut it
  21. Funky Junky Trip
  22. Fujiko resembles a woman?
  23. Da Capo of Love